# Yūsuke Minagawa
Yūsuke Minagawa (jap. 皆川 佑介, Minagawa Yūsuke; * 9. Oktober 1991 in Tachikawa, Präfektur Tokio) ist ein japanischer Fußballspieler.

## Karriere

### Verein
Tanaka besuchte die Begabtenoberschule Maebashi (Maebashi Ikuei Kōtō Gakkō), die eine große Anzahl an J.League-1- und -2-Spielern hervorgebracht hat. Im Anschluss studierte er an und spielte für die Chūō-Universität. Seinen ersten Vertrag unterschrieb er 2014 bei Sanfrecce Hiroshima. Der Verein aus Hiroshima spielte in der ersten Liga des Landes, der J1 League. 2015 feierte er mit Sanfrecce die Meisterschaft. Die Saison 2018 wurde er an den Zweitligisten Roasso Kumamoto ausgeliehen. Am Ende der Saison musste er mit dem Verein aus der Präfektur Kumamoto in die dritte Liga absteigen. Im Januar kehrte er nach der Ausleihe nach Hiroshima zurück. Mitte 2019 wechselte er zum Zweitligisten Yokohama FC. Am Ende der Saison wurde er mit Yokohama Vizemeister und stieg in die erste Liga auf. Nach insgesamt 45 Spielen für Yokohama verpflichtete ihn im Januar 2021 Ligakonkurrent Vegalta Sendai. Am Saisonende 2021 belegte er mit dem Verein aus Sendai den neunzehnten Tabellenplatz und musste in zweite Liga absteigen. Nach insgesamt 48 Ligaspielen wechselte er im Januar 2023 zum ebenfalls in der zweiten Liga spielenden Renofa Yamaguchi FC.

### Nationalmannschaft
Yūsuke Minagawa spielte 2014 einmal für die japanische Nationalmannschaft. Hier kam am 5. September 2014 in einem Freundschaftsspiel gegen Uruguay zum Einsatz.

## Erfolge
Sanfrecce Hiroshima
- Japanischer Meister: 2015